# Jorá
Jorá, jedno od plemena Tupian Indijanaca koji su jezično pripadali skupini Guarayu-Siriono-Jora. Populacija: 5 do 10 govornika (1991; Adelaar). Danas se vode kao nestali.
Indijanci Jorá u literaturi se često navode kao podgrupa plemena Sirionó. Grimes (1996) navodi da im je jezik izumro, dok njemački antropolog Jürgen Riester 1974. kaže da još pet ljudi govori ovim jezikom.